# Andrés Spiller
Andrés Spiller (* 24. Dezember 1946 in Buenos Aires) ist ein argentinischer Oboist, Dirigent und Musikpädagoge.
Der Sohn des Geigers Ljerko Spiller studierte in Buenos Aires bei seinem Vater, bei Pedro Di Gregorio, Erwin Leuchter, Guillermo Graetzer und Teodoro Fuchs. Mit einem Stipendium des DAAD setzte er seine Ausbildung an der Musikhochschule Köln fort. Außerdem besuchte er Kurse bei Franco Ferrara, Bruno Maderna, Volker Wangenheim, Hans Swarowsky, Heinz Holliger und Michael Gielen.
Von 1978 bis 2005 leitete er das Orquesta de Cámara de la Municipalidad de La Plata, mit dem er mehrere Werke für Streichorchester uraufführte. Mit dem Ensamble Musical de Buenos Aires gab er Konzerte in Buenos Aires, Caracas und in den USA. Seit 1994 ist er stellvertretender Direktor des Orquesta Sinfónica Nacional. Als Kammermusiker gastierte er u. a. beim Koeckert-Quartett und beim Ensamble de Madrid und nahm 1993 an den IV Jornadas de Música Contemporánea in Granada teil. Weiterhin ist er Solist der Camerata Bariloche und der Camerata Bach und bildet mit Tomás Tichauer und Mónica Cosachov ein Trio.
Die Fundación Conex zeichnete Spiller 1989 und 1999 als einen der fünf besten Holzblasmusiker Argentinien aus. U.a. widmeten ihm Gerardo Gandini, Salvador Ranieri und Fernando Gonzales Casellas. Spiller unterrichtet Oboe am Conservatorio J.J.Castro in La Lucila.

## Quelle
- Oboe Studio Argentina - Andrés Spiller (Memento vom 29. Januar 2009 im Internet Archive)
- Diskographie bei Allmusic

| Personendaten    | Personendaten                                     |
| ---------------- | ------------------------------------------------- |
| NAME             | Spiller, Andrés                                   |
| KURZBESCHREIBUNG | argentinischer Oboist, Dirigent und Musikpädagoge |
| GEBURTSDATUM     | 24. Dezember 1946                                 |
| GEBURTSORT       | Buenos Aires                                      |